# 담관염
상행성 담관염(上行性膽管炎, ascending cholangitis), 급성 담관염(急性膽管炎), 간단히 담관염(膽管炎)은 세균이 십이지장의 연결 지점으로부터 상행하는 담관의 감염이다. 쓸개관염(-管炎)이라고도 한다. 담관이 이미 담석으로 인해 부분적으로 막혀있다면 발생하는 경향이 있다.
담관염은 생명에 위협을 줄 수 있으며 응급 상황으로 간주된다.

## 증상
담관염 환자는 복통, 발열, 오한, 권태감을 호소할 수 있다. 일부는 황달을 보고한다.

## 병인
보통 급성 담관염에 존재하는 담관 폐쇄는 일반적으로 담석에 의해 발생한다.

## 치료

### 수액과 항생제
담관염에 걸리면 입원이 필요하다. 특히 혈압이 낮으면 수액이 제공되며 항생제 투여가 시작된다.

### 내시경술
담관염의 절대적인 치료법은 기반이 되는 담즙 폐색을 완화시키는 것이다.

## 같이 보기
- 원발 경화 쓸개관염